# 拿八

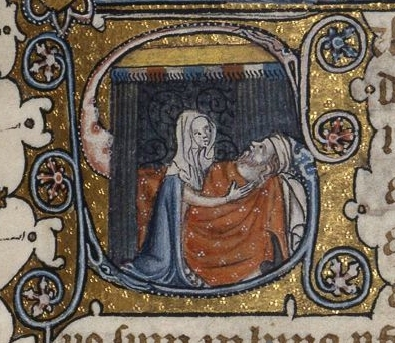

拿八（Nabal；希伯來語：‎，Nāḇāl）天主教譯為納巴耳。是圣经撒母耳记上25章记载的一个人物，是一个非常富裕的迦勒族人，为人刚愎，行事凶恶。他是一个故事的主角，在这个故事中，他因侮辱大卫而被上帝杀死。

## 圣经记载
根据圣经记载，大卫（当时还不是国王）一行人逃避扫罗王的追捕，来到巴兰的旷野。
圣经记载拿八住在玛云城，在迦密拥有许多土地，以及许多绵羊和山羊。当时他正在剪羊毛，由于羊毛贸易的重要性，这在以色列文化中是一个重要的庆祝活动。当时，大卫派遣十名手下去见拿八。大卫告诉他的手下不要伤害或抢劫拿八的牧人，向拿八请求“他手中所有的，无论是什么”。大卫要他的手下在请求时自称是拿八的仆人，并且称大卫是拿八的“儿子”。